# لگلو
لگلو (به هلندی: Leggeloo) یک منطقهٔ مسکونی در هلند است که در وسترفلد واقع شده‌است. لگلو ۱۲۰ نفر جمعیت دارد و ۹ متر بالاتر از سطح دریا واقع شده‌است.